# Herr, gehe nicht ins Gericht mit deinem Knecht

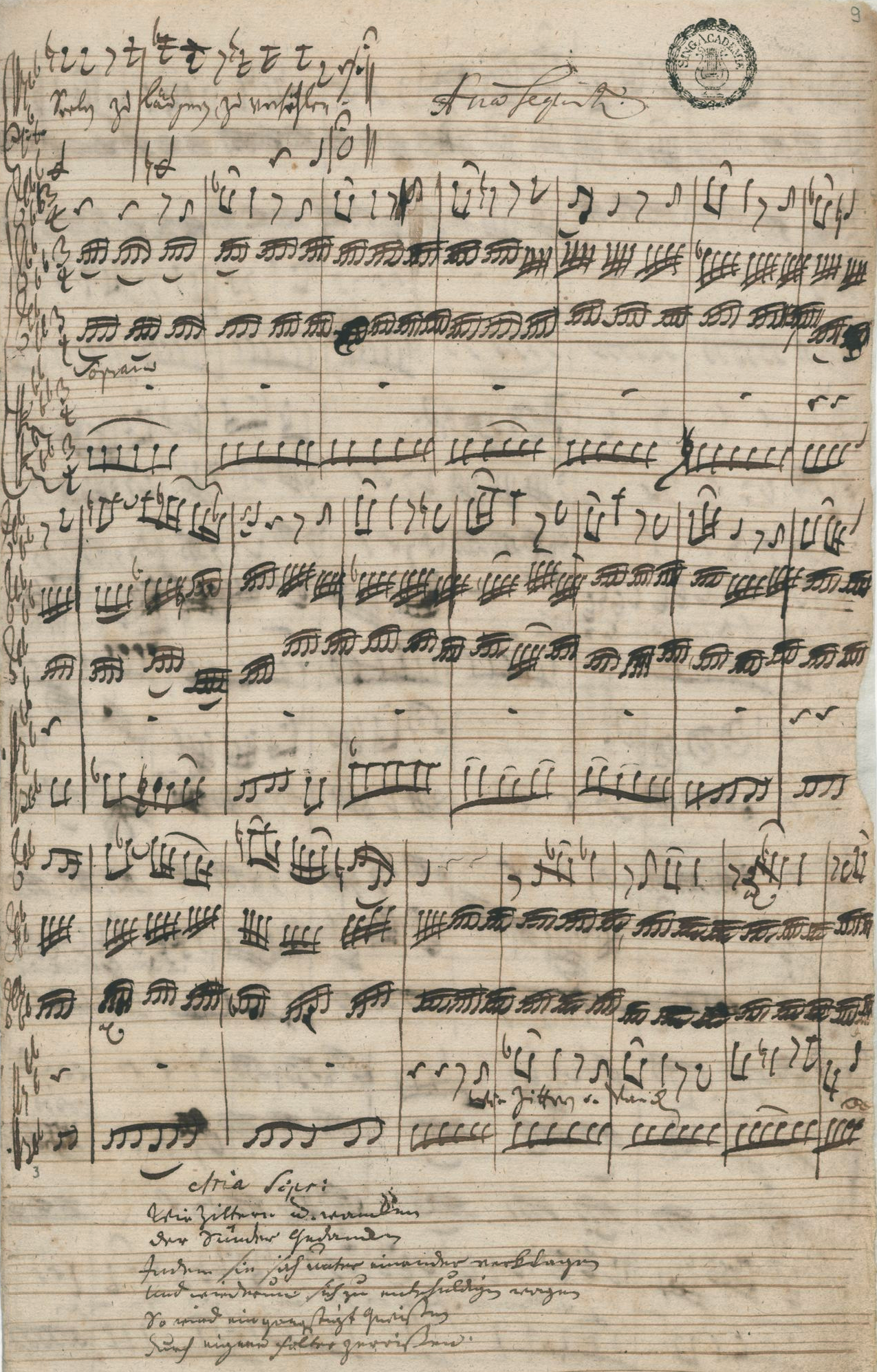
Manuscrit de l'aria de soprano de la cantate

Herr, gehe nicht ins Gericht mit deinem Knecht (Seigneur, n’entre pas en jugement avec ton serviteur), (BWV 105), est une cantate religieuse de  Jean-Sébastien Bach  composée à Leipzig en 1723.

## Histoire et livret
Bach écrivit cette cantate du premier cycle annuel de Leipzig à l'occasion du neuvième dimanche après la Trinité et la dirigea le 25 juillet 1723 dans une des deux principales églises de la ville. Pour cette destination liturgique, deux autres cantates ont franchi le seuil de la postérité : les BWV 94 et 168. Les lectures prescrites pour ce dimanche étaient Rom., 1 Cor. 10, 6–13 - une mise en garde contre les faux dieux et la consolation dans la tentation - et Luc. 16, 1–9, la parabole du serviteur injuste. Les premiers vers de la cantate, repris par un poète inconnu, proviennent du psaume 143, une prière de repentance de David. L'aria de soprano ultérieure montre que le salut du péché n'est pas encore en vue.
Le texte de cette aria est suivi d'un passage de l'épître de Paul aux Romains, où il est question d'aller en justice ou de se pardonner mutuellement Rom. 2: 15. Ce n'est que dans le second récitatif qui renvoie à une lettre de l'apôtre Paul aux Col. 2.13 à 14, qu'il est question du pardon des péchés. L'aria pour ténor qui suit met un terme aux considérations relatives au commerce Luc. 16.9. L'avant-dernière strophe de l'hymne Jesu, der du meine Seele de Johann Rist (1641) indique la fin de la détresse morale.
Les trois premiers mouvements n'ont aucun rapport avec l'Évangile mais le thème de la cantate est dérivé de l'Évangile : Puisque l'humanité ne peut s'opposer au jugement de Dieu, elle devrait renoncer aux plaisirs mondains et aux richesses injustement acquises pour la seule amitié de Jésus, car sa mort a racheté la culpabilité de l'humanité, permettant l'éternelle béatitude.

## Structure et instrumentation
La cantate est écrite pour quatre solistes (soprano, alto, ténor, basse) et chœur à quatre voix avec cor, deux hautbois, deux violons, alto et basse continue.
Il y a six mouvements :
1. chœur : Herr, gehe nicht ins Gericht
2. récitatif (alto) : Mein Gott, verwirf ich nicht
3. aria (soprano, hautbois et cordes sans continuo) : Wie zittern und wanken, der Sünder Gedanken
4. récitatif (basse, cordes) : Wohl aber dem, der seinen Bürgen weiß
5. aria (ténor, cor, cordes) : Kann ich nur Jesum mir zum Freunde machen
6. choral : Nun, ich weiß, du wirst mir stillen

## Musique

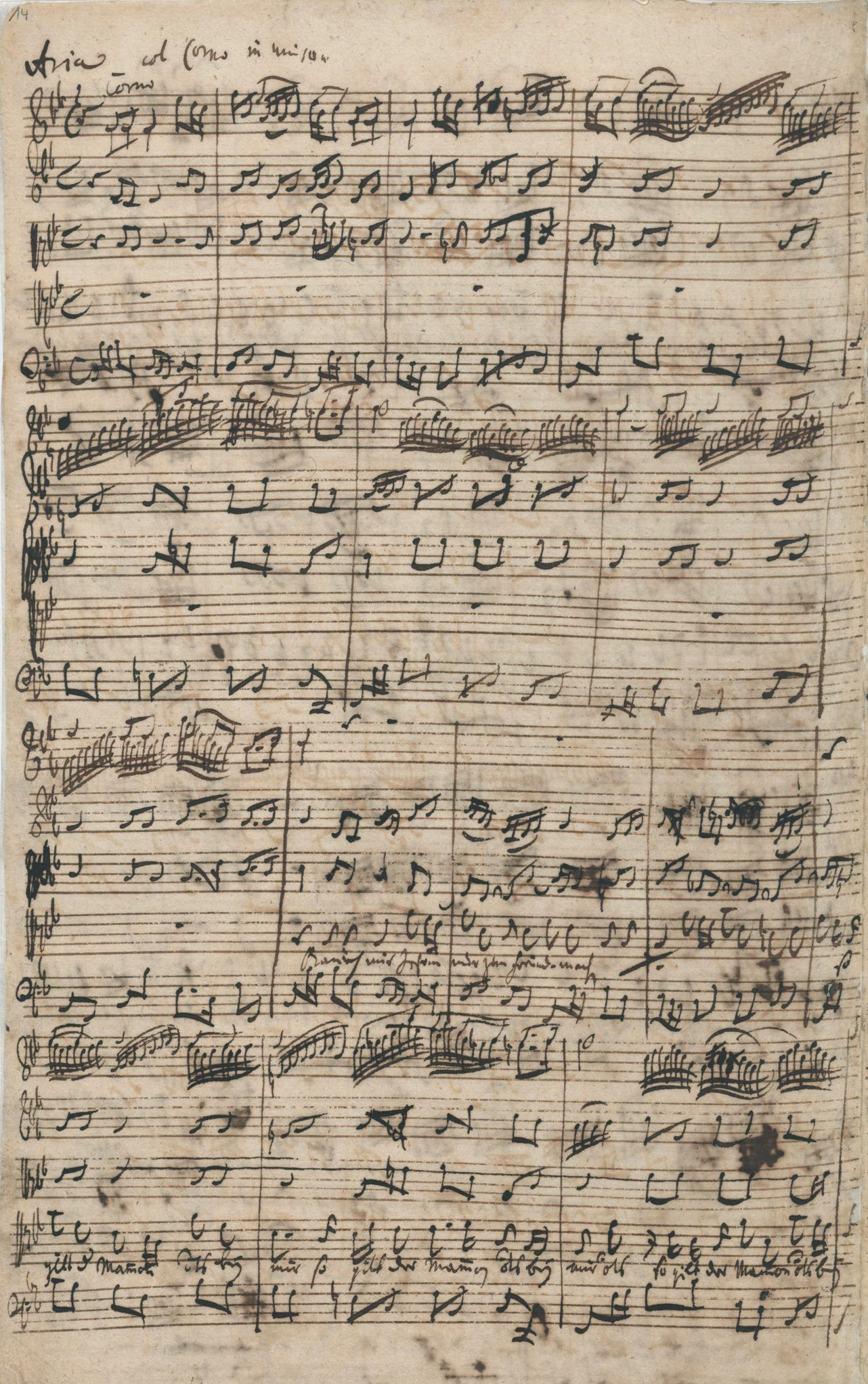
Manuscrit autographe de l'aria pour ténor de la cantate

La cantate s'ouvre avec un sombre prélude orchestral d'une complexe harmonie (adagio), avec des modulations chromatiques torturées, des septièmes suspendues et un motif soupirant et lugubre des violons et des hautbois. Bach a déjà utilisé le chromatisme en d'autres occasions comme un efficace moyen d'illustrer la crucifixion, par exemple la section de la crucifixion dans le Crédo de la Messe en si mineur et dans la dernière strophe « trug uns'rer Sünden schwere Bürd' wohl an dem Kreuze lange » dans le prélude choral O Mensch, bewein dein Sünde groß BWV 622 du petit livre d'orgue .
Le chœur entre indépendamment dans un motet de style polyphonique sur cette riche texture orchestrale. Suit une mesurée permutation de fugue (allegro), originellement conçue pour les seuls chanteurs concertants et le continuo mais reprise ensuite par tout le chœur ripieno doublé par l'orchestre. Le court mais expressif récitatif est suivi d'une des plus originales et marquantes arias de Bach (Wie zittern und wanken der Sünder Gedanken), exprimant en termes musicaux l'angoisse et le désespoir sans fin du pécheur. Sur un fond de trémolos répétés dans les cordes du haut, le hautbois obligé puis la soprano tissent deux lignes mélodiques richement ornées mais tortueuses, leurs mélismes et dérangeantes dissonances représentant l'âme troublée.
L'ambiance devient plus imprégnée d'espoir dans le récitatif accompagné pour la basse qui suit, le mouvement doux et harmonieux des cordes inspirant le sentiment de sécurité et de confiance qui mène à une aria extatique et animée pour ténor, cor d'harmonie et cordes, semblable à un concerto avec de rapides passages des premiers violons. Le motif en trémolos des cordes revient dans le choral final. Avec chaque stance successive, le trémolo ralentit progressivement faisant écho à l'apaisement de l'homme après concertation avec son créateur et mettant un terme à ce que le musicologue Alfred Dürr décrit comme « une des plus sublimes descriptions de l'âme dans l'art baroque et chrétien ».

## Source
- (en) Cet article est partiellement ou en totalité issu de l’article de Wikipédia en anglais intitulé « Herr, gehe nicht ins Gericht mit deinem Knecht, BWV 105 » (voir la liste des auteurs).

## Sources
- Alfred Dürr (2006), The cantatas of J.S. Bach, Oxford University Press,  (ISBN 0-19-929776-2)
- Robert L. Marshall (1989), The Music of Johann Sebastian Bach: the Sources, the Style, the Significance, Schirmer Books, p. 131–142,  (ISBN 978-0028717821) Cet essai analyse les méthodes de composition de Bach en étudiant les altérations dans le manuscrit autographe de la cantate BWV 105.